# Kirchohsen
Kirchohsen ist ein Ortsteil von Emmerthal, einer Gemeinde im Landkreis Hameln-Pyrmont in Niedersachsen. Der Ort liegt im Naturpark Weserbergland. Von Kirchohsen nach Hagenohsen führen eine Straßenbrücke für die L 424 und eine Eisenbahnbrücke über die Weser. Zum rund 1 km südöstlich gelegenen Kernkraftwerk Grohnde besteht eine Zufahrtsstraße.

## Geschichte

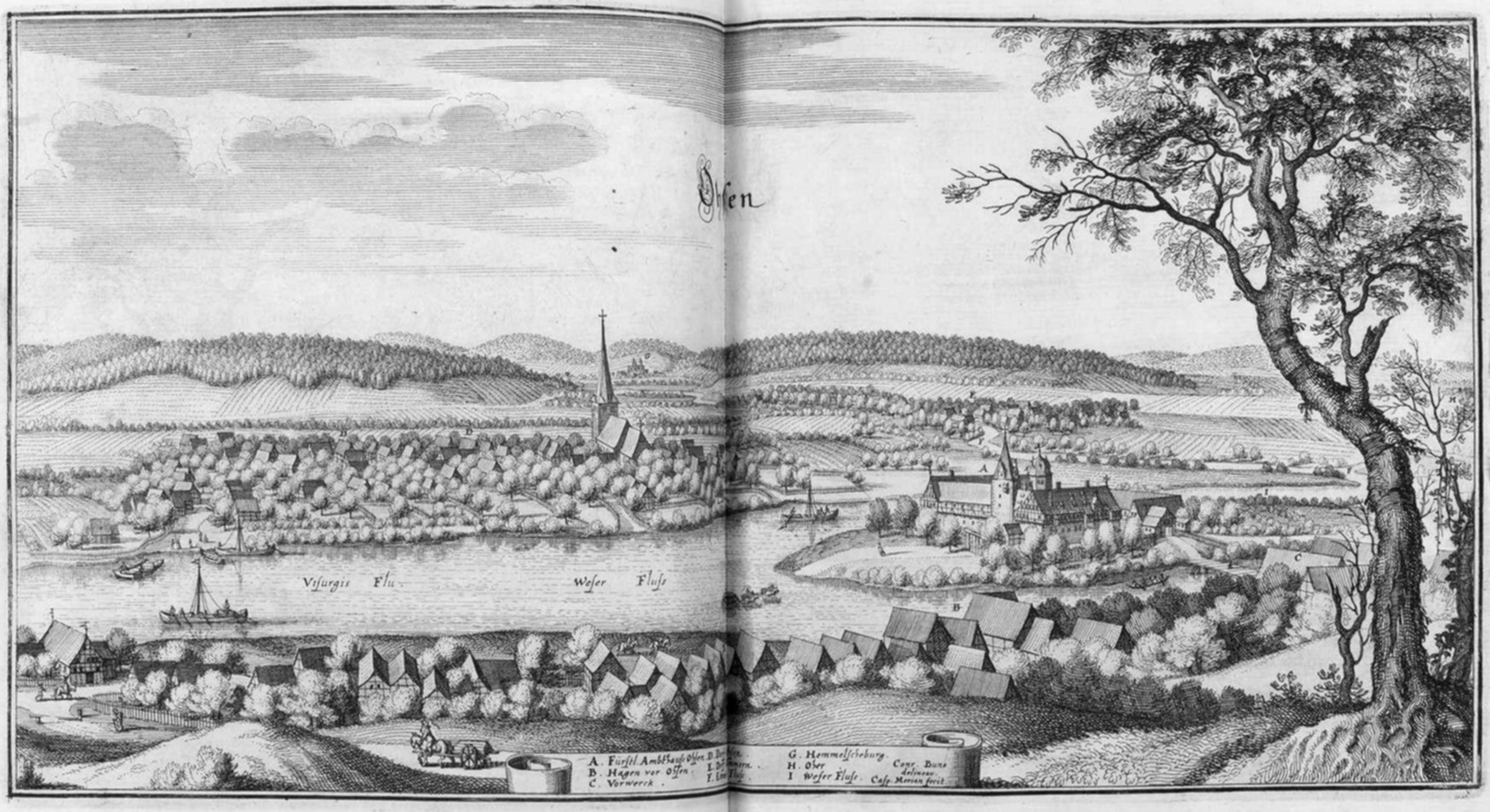
Ohsen, Kupferstich von Matthäus Merian

Alte Bezeichnungen von Kirchohsen sind um 1004 Osen, 1159 Osen, 1197 Oœen, 1226 Osen und circa 1237–47 Osen.
Über Ohsen schrieb Martin Zeiller 1654:

„Dieses Fürstliche Calenbergische Ampthauß / ist eine halbe Meil weges über der Statt Hameln / vff einem Wehrder oder Insel / sehr lustig vnd anmuhtig gelegen / es hat vmb sich schöne Felder vnd Awen / vnd thut sich deß Weserstroms sehr wol vnd nutzlich gebrauchen.“

Bis 1823 war Ohsen Amtssitz.
Kirchohsen war einer von 17 bis dahin selbständigen Orten, aus denen durch das „Gesetz zur Neugliederung der Gemeinden im Raum Hameln“ am 1. Januar 1973 die Gemeinde Emmerthal gebildet wurde.

### Ortsname
Die historischen Belege in älterer Zeit unterscheiden noch nicht nach Kirch-, Hagen- oder Nordohsen. Als Grundform von Ohsen bietet sich „Usana“ an, in dem man eine alte Basis „us-“ und ein Wortbildungselement „-n-“ sehen darf. „Us-“ hat die Grundbedeutung „feucht, nass, sumpfig“.

## Bildung
- Die Grundschule in Kirchohsen ist eine Offene Ganztagsschule mit sonderpädagogischer Grundversorgung.[5]

## Vereine

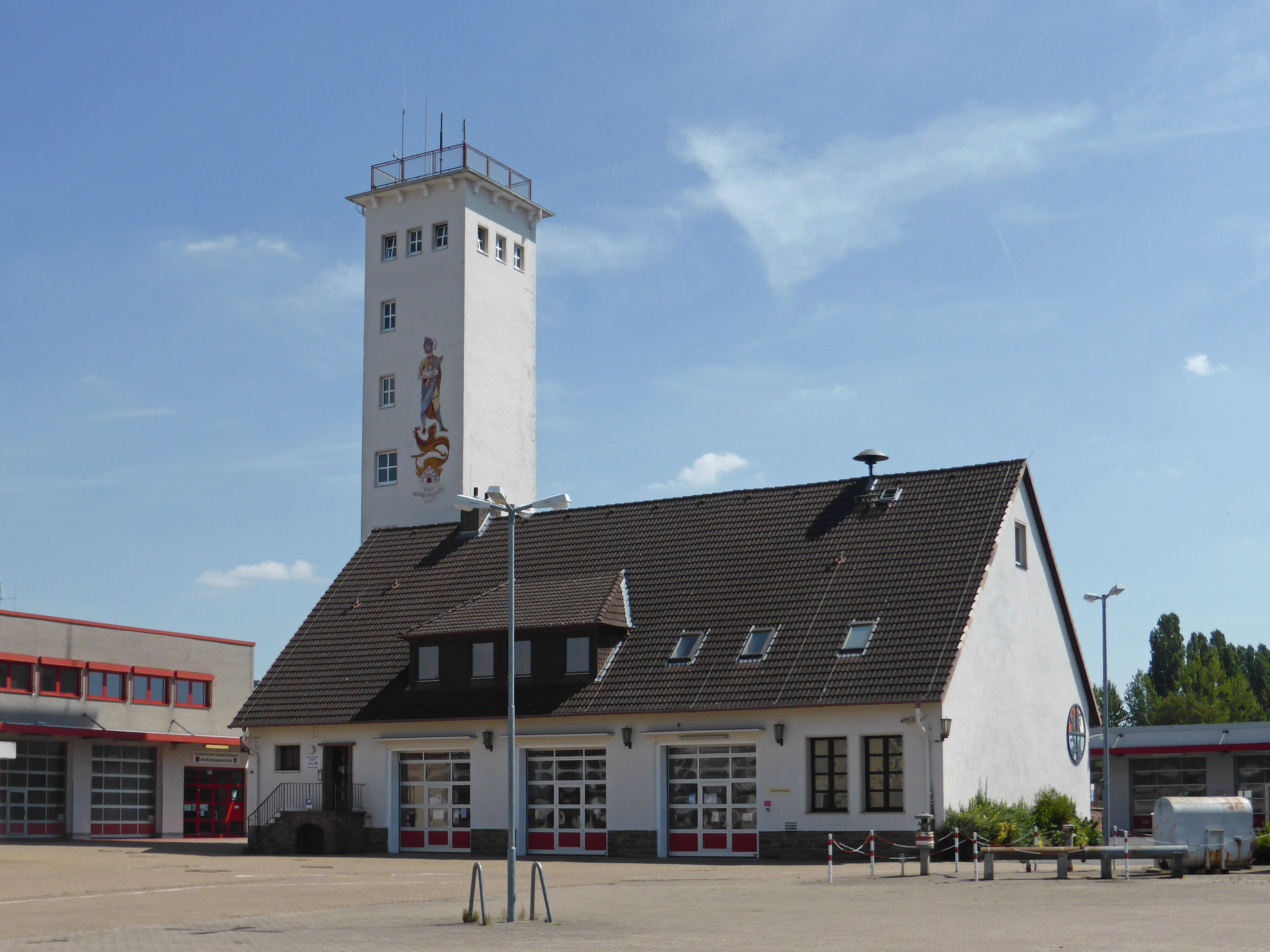
Feuerwehrhaus

- Freiwillige Feuerwehr Kirchohsen[6]

## Religionen
- Evangelische Petri-Kirche[7]

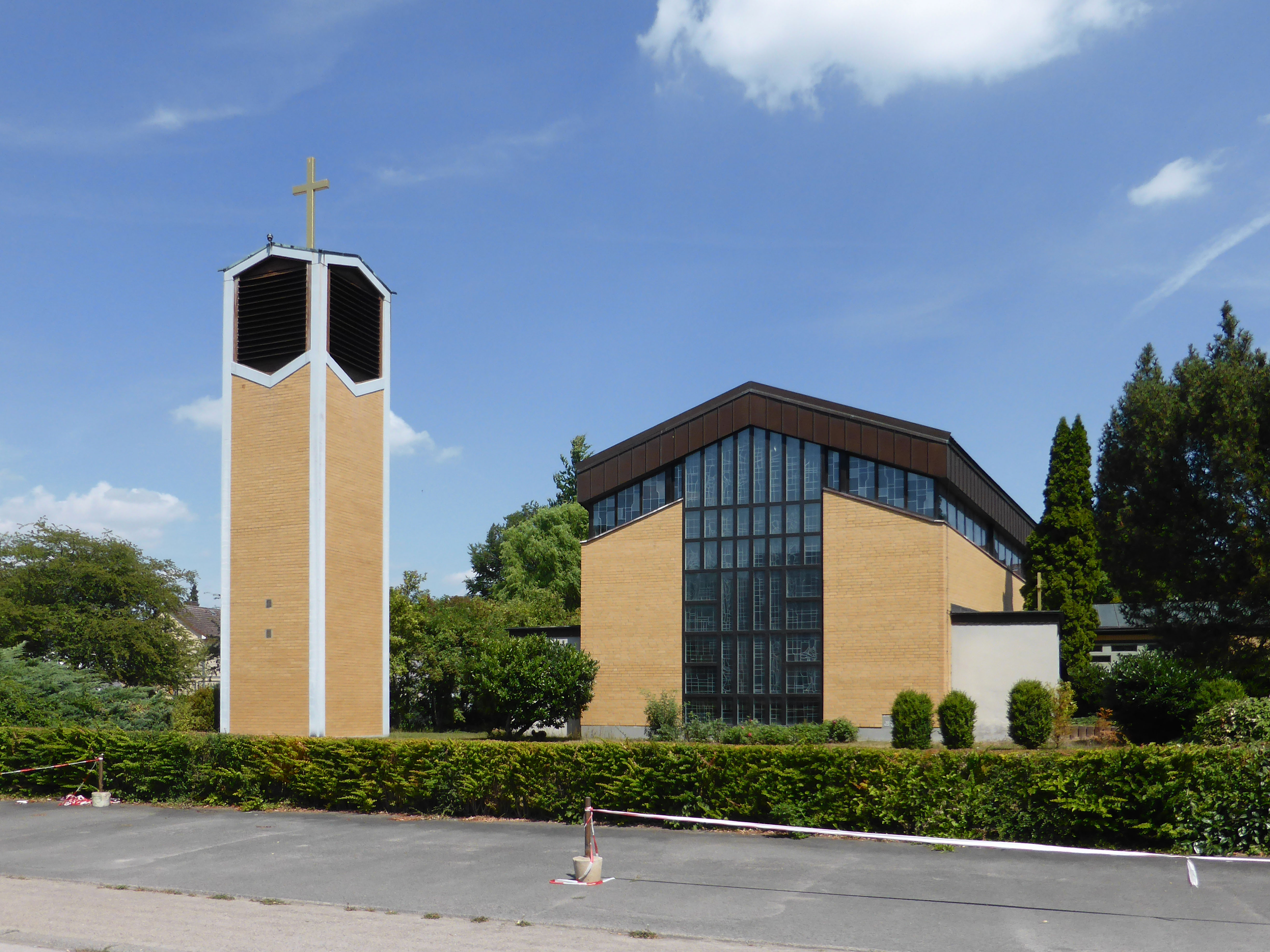
Heilige-Familie-Kirche

- Katholische Heilige-Familie-Kirche

## Persönlichkeiten
Söhne und Töchter
- Hans-Otto Budde (* 1948), Generalleutnant a. D. des Heeres und Inspekteur des Heeres bei der Bundeswehr

## In den Medien
Der Ort dient als ein Hauptschauplatz des US-amerikanisch-britischen Kriegsfilms Herz aus Stahl aus dem Jahr 2014.